# Telipogon atropurpurea
Telipogon atropurpurea là một loài thực vật có hoa trong họ Lan. Loài này được D.E.Benn. & Ric.Fernández miêu tả khoa học đầu tiên năm 1992.